# Jerzy Ruciński
Jerzy Ruciński (ur. 1920 w Zgierzu, zm. 1992) – polski chemik, specjalista w zakresie chemii i technologii polimerów, profesor Politechniki Łódzkiej.

## Życiorys
Studia wyższe w dziedzinie chemii rozpoczął w Politechnice Warszawskiej w roku 1938, a ukończył je w 1946 w Politechnice Łódzkiej. Jeszcze podczas studiów rozpoczął pracę w Politechnice Łódzkiej, a jednocześnie pracował w przemyśle. W 1955 roku został kierownikiem Katedry Kauczuku i Mas Plastycznych. W roku 1959 uzyskał stopień naukowy doktora, a w 1963 stopień doktora habilitowanego. W roku 1972 uzyskał tytuł profesora i objął stanowisko dyrektora Instytutu Polimerów, które sprawował do 1986. Pełnił funkcje prodziekana i dziekana Wydziału Chemicznego w latach 1970–1972, a także prorektora do spraw nauki.
Był autorem blisko 100 artykułów naukowych i kilkudziesięciu publikacji przeglądowych oraz ekspertyz. współautor pięciu książek oraz obszernego opracowania „40 lat Politechniki Łódzkiej”. Wypromował 10 doktorów.
Przyczynił się do stworzenia w Politechnice Łódzkiej unikalnej w kraju specjalizacji w zakresie chemii i technologii elastomerów. Jego badania zaowocowały wieloma wdrożeniami technologii wyrobów gumowych o specjalnych właściwościach. Za osiągnięcia naukowe i techniczne uzyskał liczne nagrody i wyróżnienia – był m.in. laureatem Nagrody Państwowej III stopnia i Nagrody Naukowej Miasta Łodzi.

## Ordery i odznaczenia
- Krzyż Oficerski Orderu Odrodzenia Polski
- Medal 10-lecia Polski Ludowej (15 stycznia 1955)[2]